# Alameda del Parral
El Paseo de la Alameda del Parral es un espacio público ajardinado de la ciudad de Segovia formado en el siglo XVI a orillas del río Eresma.

## Historia
El paseo toma su nombre del frontero monasterio de Nuestra Señora del Parral, de la orden jerónima. 
El paseo empieza a formarse en la década de 1560 cuando el Ayuntamiento comienza los esfuerzos para adecentar la rivera del Eresma desde el Monasterio del Parral hasta el de San Vicente el Real. El concejo prohibió la entrada a la zona a los cerdos en 1566. 
En 1573 se amplió el espacio de la alameda y sus plantaciones. En 1595 se construyó una fuente conocida como de los Leones, pegada a las tapias del monasterio del Parral. 

Hacia finales del siglo XVI el viajero Enrique Cock describe el paseo dentro de la existencia del Eresma:
en cuya ribera, abajo esta una buena alameda.
El 11 de abril de 1947 fue declarada paraje pintoresco junto con otras arboledas y alamedas de Segovia bajo la denominación: Paraje Pintoresco el conjunto de arbolado y alamedas de la ciudad de Segovia. En la actualidad esta protección es la de Bien de Interés Cultural.

## Descripción
El paseo se sitúa en el valle del Eresma, al norte de la ciudad histórica de Segovia. En concreto se asienta sobre la orilla norte del río Eresma.
El paseo propiamente dicho se extiende en paralelo al río desde la altura del monasterio de San Vicente el Real hasta la altura del monasterio de Nuestra Señora del Parral.
La alameda cuenta con seis hileras de árboles en paralelo al río, formando cinco calles. Cuenta en su centro con una fuente del siglo XVII atribuida a Pedro de Brizuela. 
Tiene tres accesos, el más oriental desde el barrio de San Lorenzo, un acceso central a través del conocido como Puente de la Alameda y un tercero en su lado occidental desde el puente de la Casa de la Moneda.

### Individuales
1. ↑  «Decreto de 11 de abril de 1947 por el que se declara Paraje Pintoresco el conjunto de arbolado y alamedas de La ciudad de Segovia». Boletín Oficial del Estado. 23 de abril de 1947. pp. 2389-2390.
2. ↑  Ruiz Hernando, 1982, p. 131.